# Bagmati
Pour les articles homonymes, voir Bagmati (homonymie).
La Bagmati (népalais : बागमती नदी) — ou Baghmatî — est une rivière de la vallée de Katmandou, au Népal. Elle borde par le sud, la ville de Katmandou, la séparant de l'autre ville royale, Patan (aujourd'hui Lalitpur), qui ensemble forment la capitale du Népal. Continuant son parcours vers le sud elle passe en Inde où elle se jette dans le Kosi, un affluent du Gange, à Muzzafarpur. La Bagmati a un caractère sacré pour les hindous.

## Géographie
La rivière prend sa source à Bagdwar (de bag, tigre et dwar, porte) dans les collines du Nord de la vallée de Katmandou et contourne la ville de Katmandou par le nord-est, en traversant le temple hindou de Pashupatinath proche de Bodnath, puis l'est et le sud en longeant Patan avant de sortir par les gorges de Chovar. Les autres rivières de la vallée sont toutes des affluents de la Bagmati.
La Bagmati a donné son nom à la zone de la Bagmati, l'une des 14 zones administratives du Népal.
La Bagmati est fortement polluée, car elle sert d'égout à toute la vallée, mais aussi en raison des nombreuses incinérations qui sont pratiquées sur ses berges, principalement à Pashupatinath. Cela ne l'empêche pas d'être 'sacrée' : il n'est pas rare d'y voir des hommes et femmes s'y baigner, son eau ayant des vertus de purification religieuse.

## Galerie

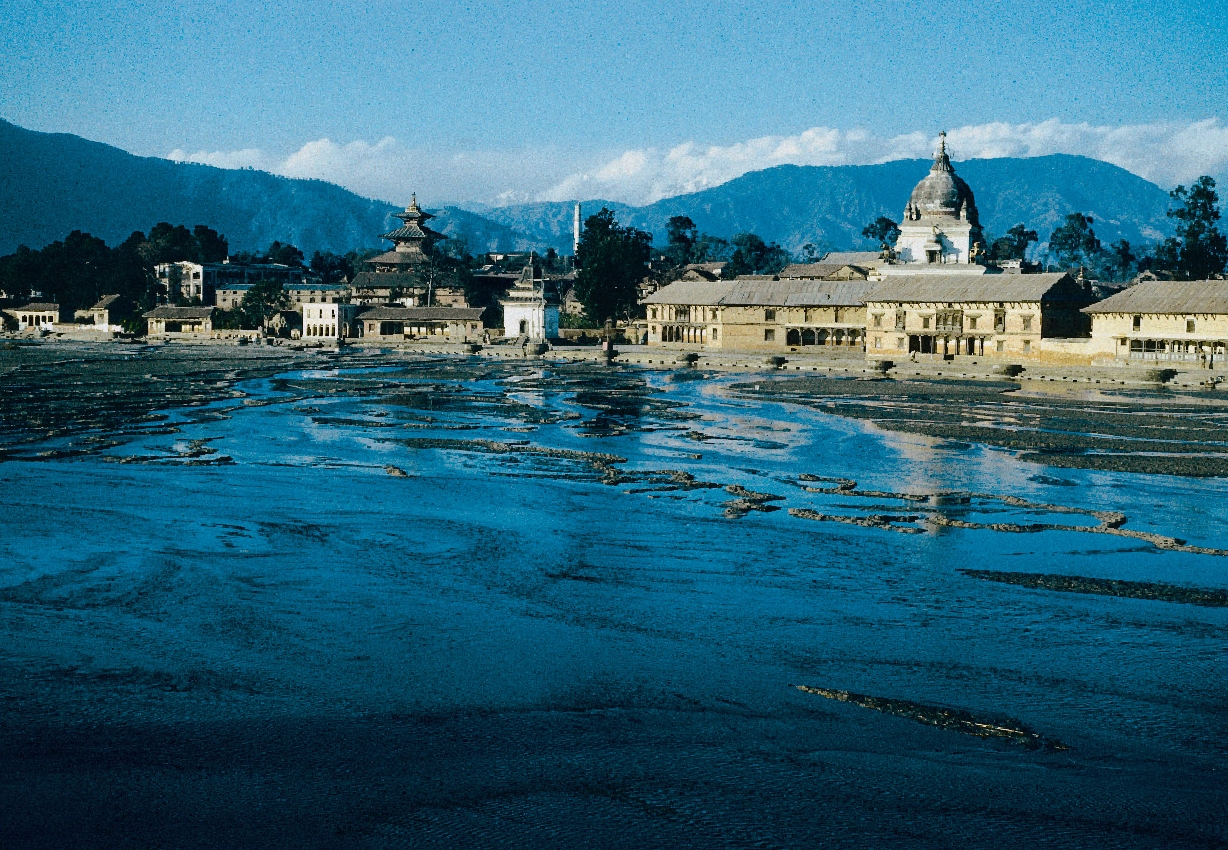
La rivière entre 1950 et 1955.
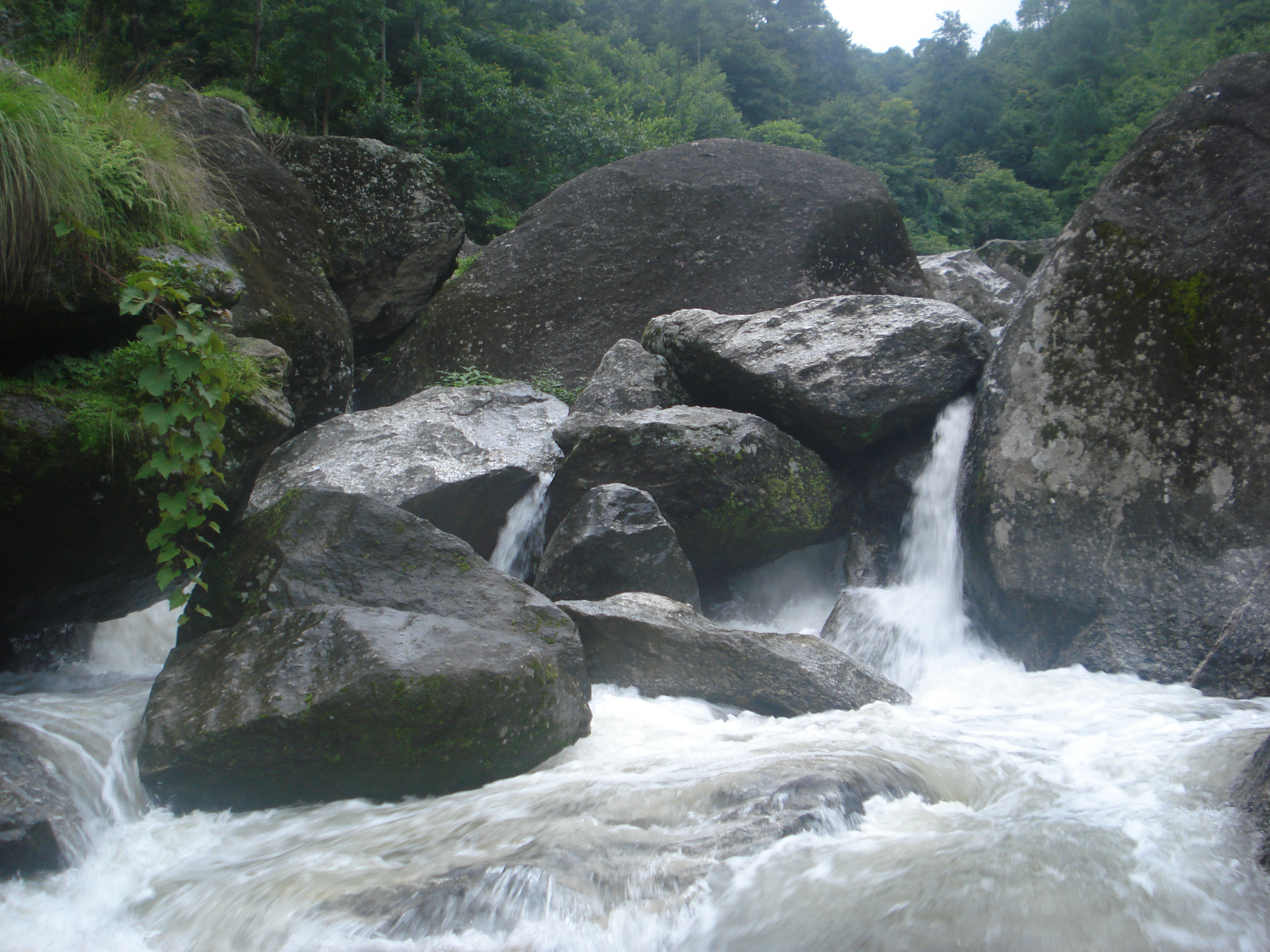
View of Bagmati River at Sundarijal
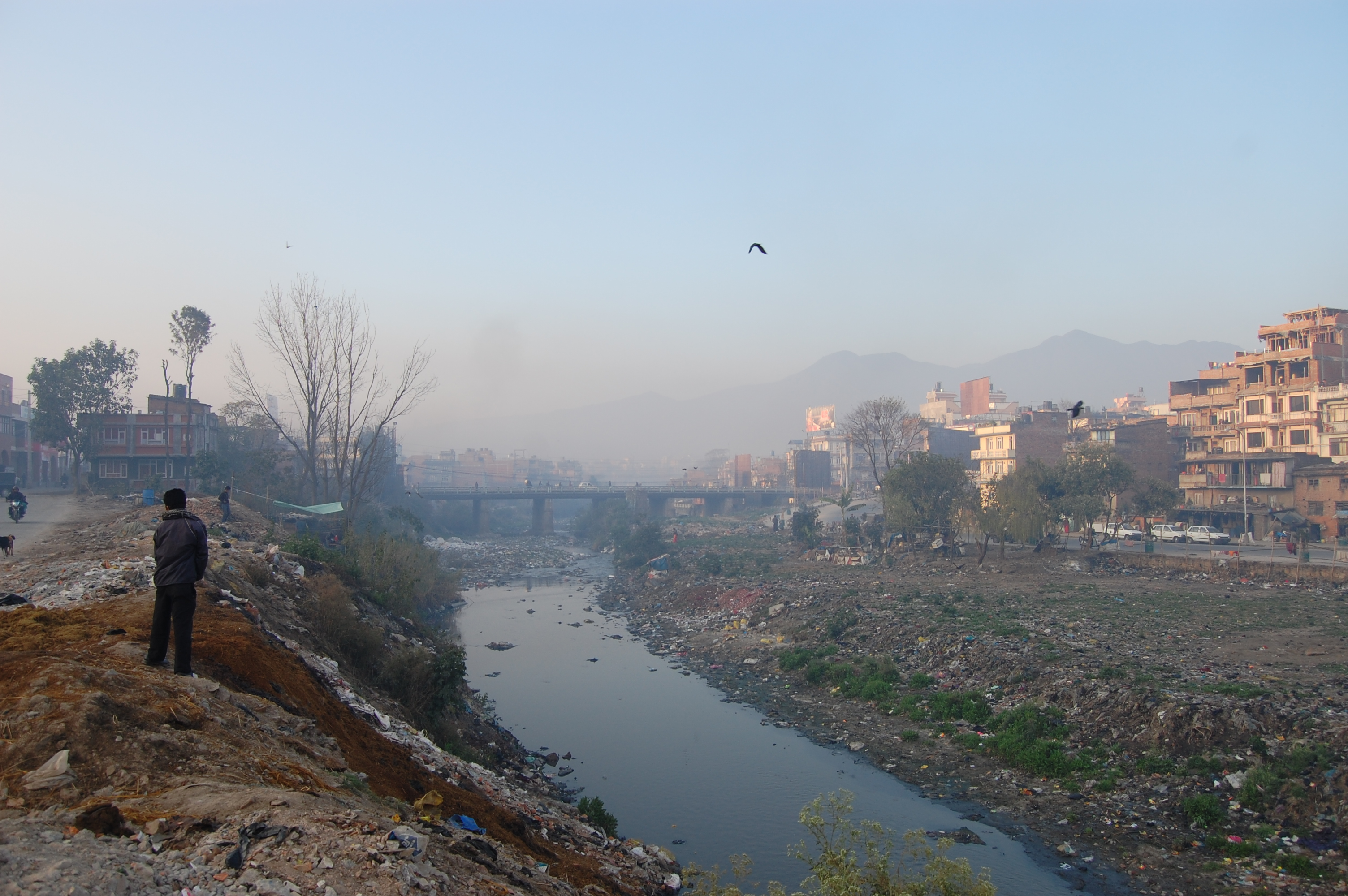
Pollution.
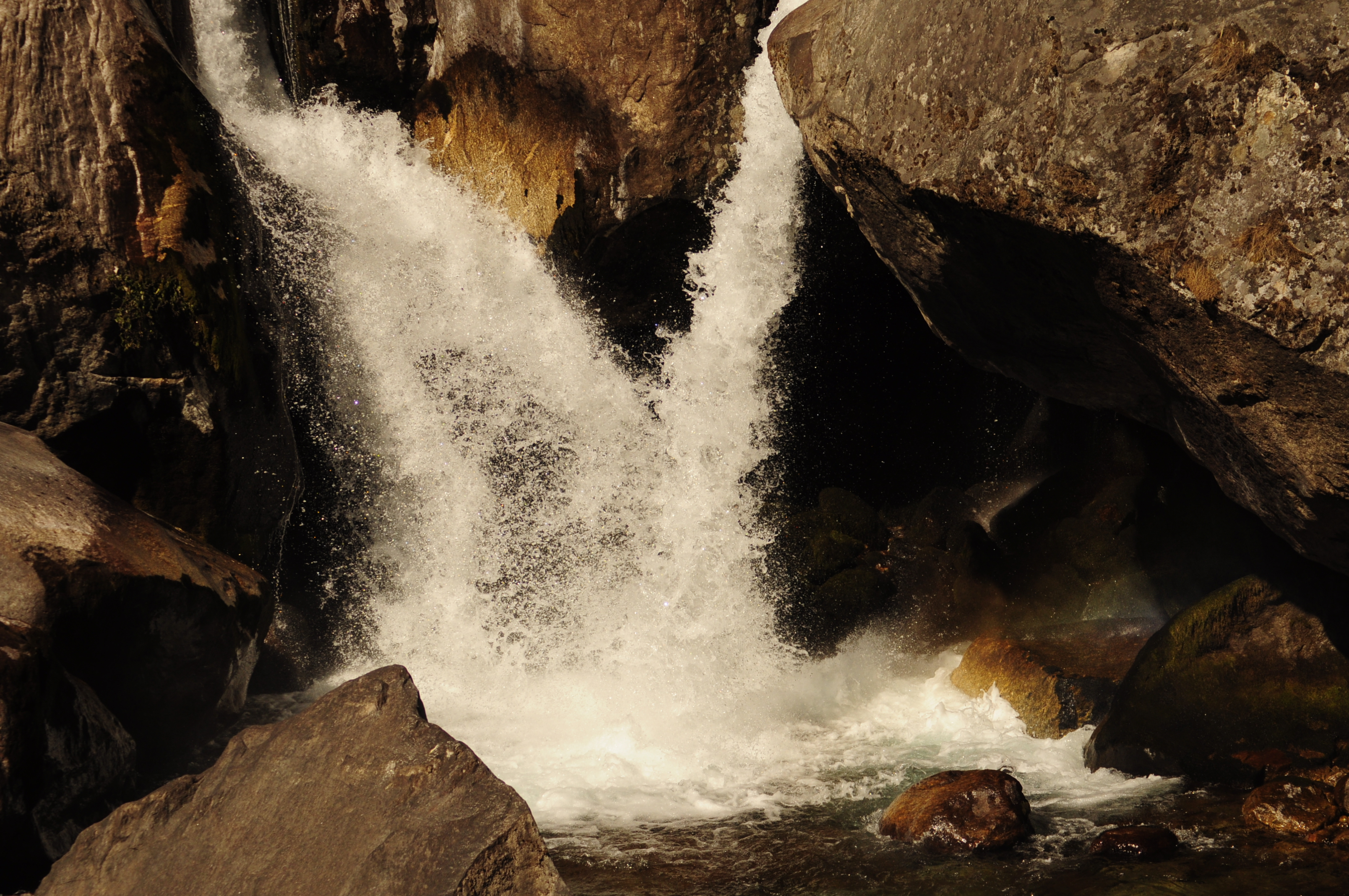
Bagmati River at Sundarijal, Kathmandu